# Эубукко
Эубукко (лат. Eubucco) — род птиц семейства бородатковых. Включает 4 вида.
Распространены в Центральной и Южной Америке от Коста-Рики до Боливии.
Эубукко немного меньше, чем бородастики-кабезоны, длиной до 15 см. У них короткий клюв жёлтого цвета, спина зелёная, шея и брюхо жёлтые. У самцов верх головы красного цвета.
Эубукко живут в тропических и субтропических дождевых лесах. Питаются плодами, фруктами и ягодами, реже насекомыми и другими членистоногими.

## Виды
- Eubucco bourcierii — Андский эубукко
- Eubucco richardsoni — Златогрудый эубукко
- Eubucco tucinkae — Карабайский эубукко[1]
- Eubucco versicolor — Многоцветный эубукко[1]